# Americano (película)
Americano es una película dramática francesa en 2011 escrita y dirigida por Mathieu Demy. Demy también protagoniza la cinta junto a Geraldine Chaplin, Salma Hayek y Chiara Mastroianni. La madre de Demy, Agnès Varda, que también fue directora, sirvió como productora del proyecto. El film recibió fue exhibida en Festival Internacional de Cine de Toronto el 8 de septiembre de 2011 y un mes después en el Festival Internacional de Cine de San Sebastián, donde compitió en la sección de Kutxa-Nuevos Directores.

## Argumento
En París, la relación entre Martin (Demy) y Claire (Mastroianni) está en un punto muerto. La repentina muerte de su madre llama a Martin de regreso a Los Ángeles, la ciudad donde pasó su infancia, para lidiar con las formalidades de la herencia. En Los Ángeles lo ayuda una amiga de la familia, Linda, que lo lleva a la casa de su madre y al vecindario en el que creció. Este regreso a los lugares de su infancia provoca varios recuerdos enterrados que parecen perturbar a Martin. Después de hablar con un vecino, Martín va a Tijuana en México en busca de Lola (Hayek), una amiga cercana de su madre. La rastrea hasta el Americano, un club donde Lola trabaja como bailarina. Sin embargo, para encontrar una solución, Martin debe enfrentar su pasado.

## Reparto
- Mathieu Demy como Martin
- Salma Hayek como Lola
- Geraldine Chaplin como Linda
- Chiara Mastroianni como Claire
- Carlos Bardem como Luis
- Jean-Pierre Mocky como el padre
- André Wilms como German